# 임윤택
임윤택 (1980년 11월 15일 ~ 2013년 2월 11일)은 대한민국의 가수로, 의 3인조 그룹 울랄라세션의 멤버이다. 2013년 2월 11일 위암으로 인해 사망하였다.

## 생애
임윤택은 1980년 11월 15일, 서울특별시 송파구에서 태어났다. 어린 시절 TV에 나오는 댄스가수들의 춤을 따라하는 걸 좋아했던 임윤택은 중학교 시절 우연히 수학여행 장기자랑에서 댄스 무대를 했다가 춤에 매료되었다. 중학교 2학년 때 처음 '루트 H' 라는 댄스팀을 결성했고 이듬 해에는 양천구민회관에서 단독 콘서트를 개최해 1000명의 관객을 동원하기도 했다. 고등학교에 들어가서는 우연히 불량배들 앞에서 공연을 했다가 그들의 연줄로 한 나이트클럽 무대에 오르게 되고, 좋은 반응을 알아본 다른 나이트클럽의 사장에게도 섭외가 쏟아지면서 본격적으로 팀을 이끌고 나이트 클럽 공연을 다니기 시작했다. 고등학생 때 그는 댄스대회 상금 100만원을 학교가 일부 가져간 것에 화가 나 상금을 아이들과 나눠가졌다가 발각돼 학교를 자퇴했고, 이듬 해 전학간 학교에서는 교사가 손목에 차고 있던 금팔찌를 훔친 것으로 의심해 결국 아버지가 교사와 면담 끝에 임윤택을 다시 자퇴시켰다. 임윤택은 아버지의 모습을 보고 두 번 다시는 부모님께 폐를 끼치지 않기로 다짐했고, 20살 때 대안학교형 고등학교에 들어가 2002년 졸업장을 받았다.
2002년 서울예술대학교 방송연예과에 입학한 임윤택은 교내 연합댄스팀 '이스케이프' 를 결성, 본격적인 공연활동을 시작한다. 잦은 공연으로 학업과 병행하기 어려워지자 그는 1학년 2학기 때 대학교를 자퇴하고 공연활동에 전념한다. '이스케이프' 가 해산된 뒤 그는 곧바로 '겟 백커스' 라는 새로운 팀을 결성하지만 이마저도 얼마 안가 해체되고 만다.
겟 백커스 해산 이후 임윤택은 미사리의 한 클럽에서 연락을 받았다. 발라드와 포크 음악만 부르던 미사리의 새로운 장르가 필요하다며 그들에게 공연을 제의한 것이었다. 임윤택은 곧바로 멤버들을 불러모았고, M.O.K(Man of Korea) 라는 새로운 이름의 팀을 결성하여 미사리에서 공연활동을 시작했다. 이 때 불러모은 멤버들이 바로 지금의 울랄라세션 멤버인 박승일, 군조, 정명훈, 박광선이었다. 당시 미사리는 3명 이상 무대에 올라가면 안 된다는 불문율이 있었는데, 임윤택은 3명의 출연료만 지불해달라며 사장과 이야기를 나눈 끝에 무대에 올라가는 것을 허락받았다. 미사리에서 이들은 R&B, 힙합, 댄스 등을 결합해 수준 높은 무대를 선보였고 이로 인해 이들의 공연을 따라다니는 팬클럽까지 결성되었다.
임윤택은 2008년 현역으로 군 입대를 했으며, 2년 뒤 제대하고 팀을 재결성하려 했다. 그러나 인디에서 낸 첫 앨범이 실패로 돌아가고 좌절한 멤버들, 그런 멤버들이 매너리즘에 빠져 생계를 위해 음악을 하는 모습을 지켜본 임윤택은 2010년 4월 M.O.K.를 해체했다. 그러나 2010년 말 임윤택은 멤버들을 다시 소집했고 팀명을 '울랄라세션'으로 바꿨다.
그러나 2011년 1월, 홍대 공연을 앞두고 복통을 느껴 병원을 찾은 임윤택은 위암 4기 진단과 함께 시한부 선고를 받는다. 2011년 5월 위절제술과 9월 항암치료를 재개했다. 그러던 와중 임윤택은 슈퍼스타 K3 지원 광고를 보게 되고, 멤버들의 인지도를 올려주는데 도움이 되겠다는 생각에 팀으로서 참가를 결정한다. 울랄라세션은 슈퍼스타K3에서 <미인>, <Swing Baby>, <서쪽 하늘>, <Kiss me> 등 여러 가수들의 곡을 퍼포먼스 형식으로 선보여 많은 대중들의 호응을 받았다. 특히 <서쪽 하늘>의 경우 임윤택의 무대는 가장 낮게 설치되어 있었는데, 이는 투병중이던 임윤택이 멤버들 중 가장 늦게 죽음을 맞기를 바라는 마음으로 낮은 위치에 설치해놓은 것이었다. 울랄라세션은 버스커버스커와 결승전까지 진출, 우승을 차지하였다.
울랄라세션은 우승 이듬해인 2012년 5월, 싸이가 작사/작곡한 타이틀 곡 《아름다운 밤》이 수록된 정규 1집 앨범을 발매하며 가요계에 데뷔했다. 임윤택은 항암치료를 병행하며 앨범 활동과 전국투어 콘서트를 소화했으며, 같은 해 7월에는 자서전 《안 된다고 하지 말고 아니라고 하지 말고》를 출판했다.
2012년 8월에는 헤어디자이너 이혜림 씨와 결혼식을 올렸다. 이혜림 씨는 울랄라세션이 미사리에서 언더로 활동하던 시절, 미사리에 관람차 찾았다가 임윤택과 채팅을 나누게 되어 연애를 시작했다. 결혼식에는 울랄라세션 멤버들과 언더 시절부터 동거동락한 댄서 등이 하객으로 참석했으며, 작가 이외수가 주례사를 맡았다. 2012년 10월 7일, 그의 첫 자녀인 딸 임리단 양이 태어났다. 리단은 '리틀 임단장' 이라는 뜻이다.

## 위암 투병과 사망
임윤택은 2011년 1월 위암 4기 진단을 받고 투병생활을 이어왔다. 그는 2011년 9월 항암치료를 시작해 1년동안 총 20차례 넘게 항암제를 투여했다. 그는 2010년 연말, 홍대 공연을 앞두고 복통을 느껴 대학병원을 찾았다가 암 진단을 받았다. 당시 그는 극심한 복통으로 동네병원을 찾아 초반에는 위염 진단을 받았으나 그의 암이 반지고리형 암, 즉 조직검사 등 전문적인 암 검사를 진행해야만 찾아낼 수 있는 암 조직이라 진단이 늦었었다. 임윤택은 활동 당시에도 항암치료 및 조직검사를 병행하느라 여러차례 스케줄에 불참하는 등 건강 상태가 좋지 않았다. 2013년 1월 16일 열린 '아시아 모델상 시상식' 에서 임윤택은 앙상하게 야윈 모습으로 등장해 팬들의 안타까움을 자아냈다. 해당 행사는 임윤택의 생전 마지막 공식석상이 되었다.
2013년 2월 11일, 임윤택은 가족들과 울랄라세션 멤버들이 임종을 지켜보는 가운데 세브란스병원에서 향년 33세로 사망했다. 빈소에는 군대 선임이었던 가수 강타를 비롯해 심은진, 이성미, 이외수, 김성주, 이승철, 윤종신 등 그와 생전 인연을 맺었던 동료들이 조문했다. 특히 울랄라세션의 데뷔곡 <아름다운 밤>을 작사, 작곡한 인연이 있는 가수 싸이는 해외 일정을 급하게 취소하고 장례식에 참석했고, 임윤택의 장례비용 전액을 부담하였다. 이틀 뒤인 2월 14일 발인이 진행되었으며, 임윤택의 시신은 서울추모공원에서 화장되어 분당 메모리얼 파크에 안장되었다.

## 음반 활동
참여 음반
- 마이티 마우스 '뿌러졌어' 피처링 참여

## 학력
- 서울예술대학교 방송연예과(현 방송영상과) 명예졸업

## 사건 및 논란
- 2012년 3월 16일 단국공업고등학교에서 열린 학교폭력 범죄예방 교실에 강연자로 나와 강연을 하던 중 자신이 고등학교 시절 일진이었다고 고백하였다. 하지만 임윤택은 남들을 괴롭히거나 돈을 빼앗는 등의 저급한 짓을 한 적은 결코 없다고 강연에서 언급하기도 했으며[19] 비틀즈 코드에 나와 재차 해명을 하기도 했다.[20]
- 임윤택은 생전 보통 암 환자들과 다르게 건강해보였는데, 이러한 이유로 일부 네티즌들에게 '위암 사기꾼'이라는 조롱을 듣기도 하였다. 이에 임윤택은 두드림에 직접 나와 자신은 위암 투병 중인게 맞다고 해명을 하였다.[21] 그러나 임윤택의 위암 투병 논란은 임윤택의 한 달 뒤 결혼 발표 이후 더욱 심화되었고, 임윤택의 주치의가 직접 나서서 의사소견서를 작성해 언론에 보도하기도 하였다.[22] 하지만 그 이후에도 일부 네티즌들의 지속적인 의혹 제기 및 사기꾼이라는 조롱은 계속되었고, 결국 2013년 2월 11일 사망하고 나서야 위암 투병의 진실 여부가 밝혀지는 결말을 맞이하고 말았다.[23]
- 임윤택의 사망 이후 일부 네티즌들이 임윤택의 죽음을 조롱하는 게시글을 올린 걸로도 모자라서 임윤택의 아내와 딸을 비하하는 내용의 게시글들을 올려 논란이 일기도 했었다.[24] 이에 소속사인 울랄라컴퍼니과 유가족 측은 생전 고인의 "악성댓글을 다는 사람들도 나의 팬이나 다름 없다."라는 뜻에 따라 고소하지 않겠다는 입장을 밝혔다.[25]